# Antoine Philippe Casalta
Pour les articles homonymes, voir Casalta (homonymie).
Antoine Philippe Casalta , dit Darius né le 9 février 1759 à San-Giuliano (République corse), mort le 16 décembre 1846 à Cervione (Corse), est un général français de la révolution et de l’Empire.

## États de service
Il participe à la formation des premières gardes nationales et il est élu lieutenant-colonel au 1er bataillon de volontaires de la Corse. Il devient rapidement chef de bataillon à l’armée d’Italie, il est blessé le 28 octobre 1793 à l’affaire de Biguglia, puis chef de brigade le 20 avril 1794 et enfin général de brigade d’infanterie le 28 novembre 1794. 
Après la prise de Livourne en 1796, Bonaparte résolu à chasser les Anglais de Corse, Il reçoit l’ordre d’embarquer avec la 28e division de la gendarmerie nationale et quelques compatriotes. Débarqué le 27 vendémiaire an V (18 octobre 1796), il réunit un nombre considérable de patriotes qui vinrent augmenter l’effectif de ses combattants. Rapidement il se porte sur Bastia qu’il atteint le 29 au matin, s’empare des hauteurs qui domine la ville et somme les Anglais de se rendre. Il fait 900 prisonniers et s’empare d’une grande partie de leurs magasins. 
Le 30 vendémiaire, il marche sur Saint-Florent et après une vive résistance de l’ennemi dans les gorges de Saint-Germano, il parvient à s’emparer de cette ville. Le 30 au soir il est à Bonifacio, où il fait encore un nombre considérable de prisonniers. Début prairial, il débarque avec 1 300 hommes sur l’ile de la Maddalena, située entre la Sardaigne et la Corse pour empêcher les Anglais d’en prendre possession. 
En l’an VII, il est envoyé de nouveau en Corse pour y prendre le commandement du département de Golo, sous les ordres du général Ambert, puis du général Morand. Il est fait chevalier de la Légion d’honneur le 19 frimaire an XII (11 décembre 1803) et commandeur du même ordre le 26 prairial an XII (15 juin 1804). Il est admis à la retraite en l’an XIV (1805).
En 1815, lors du retour de Napoléon, il se met à la tête du camp de Bastia et est nommé membre de la Junte d’administration de l’ile. Rendu à la vie civile à la Deuxième Restauration. De 1833 à 1836 il est conseiller général de Cervione et alentours. Il meurt le 16 décembre 1846.

## Sources
- « Cote LH/439/61 », base Léonore, ministère français de la Culture
- « Generals Who Served in the French Army during the Period 1789 - 1814 », sur www.napoleon-series.org (consulté le 29 septembre 2019)
- Thierry Pouliquen, « Les généraux français et étrangers ayant servis [sic] dans la Grande Armée » (consulté le 26 juin 2013)
- A. Liévyns, Fastes de la Légion-d'honneur, biographie de tous les décorés, accompagnée de l'histoire législative et réglementaire de l'ordre, bureau de l'administration, janvier 1844, 531 p. (lire en ligne), p. 61.